# Szadź (serial telewizyjny)
Szadź – polski serial kryminalny udostępniany w serwisie Player od 30 kwietnia 2020 do 14 października 2022 jako produkcja Player Original, a następnie od 4 października do 15 listopada 2024 na platformie Max jako produkcja Max Original oraz emitowany od 13 października 2020 na antenie telewizji TVN. Fabułę serialu oparto na powieści autorstwa Igora Brejdyganta o tym samym tytule.

## Fabuła
W lesie niedaleko Opola w bardzo brutalny sposób zostaje zamordowana młoda kobieta, która była jedną z ofiar seryjnego mordercy, Piotra Wolnickiego (Maciej Stuhr). W śledztwo angażuje się komisarz Agnieszka Polkowska (Aleksandra Popławska). Kobieta nie wie jednak, że jej obecność w śledztwie nie jest przypadkowa.

## Obsada

### Główna
| Aktor                 | Rola                                | Okres występowania     |
| --------------------- | ----------------------------------- | ---------------------- |
| Maciej Stuhr          | Piotr Wolnicki                      | 2020–2024 (1–4. sezon) |
| Aleksandra Popławska  | komisarz Agnieszka Polkowska        | 2020–2024 (1–4. sezon) |
| Anna Cieślak          | Monika Wolnicka, żona Piotra        | 2020–2024 (1–4. sezon) |
| Bartosz Gelner        | komisarz Tomasz Mrówiec             | 2020–2024 (1–4. sezon) |
| Mirosław Zbrojewicz   | komisarz Włodzimierz Suzin          | 2020–2024 (1–4. sezon) |
| Emma Giegżno          | Jola Polkowska, córka Agnieszki     | 2020–2024 (1–4. sezon) |
| Michał Kaleta         | Roman Polkowski, były mąż Agnieszki | 2020–2024 (1–4. sezon) |
| Anna Ilczuk           | Lila Pelc                           | 2021–2022 (2–3. sezon) |
| Karolina Gorczyca     | komisarz Ewelina Wrońska            | 2021–2024 (2–4. sezon) |
| Marek Kalita          | komendant                           | 2021–2024 (2–4. sezon) |
| Krzysztof Zarzecki    | Ludwik Kowalik                      | 2021–2024 (2–4. sezon) |
| Wiktor Piechowski     | nastoletni Piotr Wolnicki           | 2021–2024 (2–4. sezon) |
| Paulina Krzyżańska    | nastoletnia Lila Pelc               | 2021–2024 (2–4. sezon) |
| Dominika Ostałowska   | mecenas Teresa Sznajder             | 2021–2024 (2–4. sezon) |
| Piotr Trojan          | Maciek Janik                        | 2022–2024 (3–4. sezon) |
| Jowita Budnik         | komisarz Mira Janik                 | 2022–2024 (3–4. sezon) |
| Lesław Żurek          | Leszek                              | 2022–2024 (3–4. sezon) |
| Diana Zamojska        | Agata                               | 2022–2024 (3–4. sezon) |
| Dariusz Chojnacki     | proboszcz                           | 2022–2024 (3–4. sezon) |
| Sebastian Pawlak      | Artur                               | 2022–2024 (3–4. sezon) |
| Lesław Żurek          | Leszek                              | 2022–2024 (3–4. sezon) |
| Zofia Domalik         | Ewa Banach                          | 2020 (1. sezon)        |
| Mateusz Burdach       | Marcin Prawicki, chłopak Ewy        | 2020 (1. sezon)        |
| Cezary Łukaszewicz    | Wojciech Błaszak                    | 2020 (1. sezon)        |
| Kinga Jasik           | Ilona Kołeczek                      | 2021 (2. sezon)        |
| Sandra Drzymalska     | Roma Sośnicka                       | 2021 (2. sezon)        |
| Dorota Krempa         | Ania                                | 2021 (2. sezon)        |
| Aleksandra Skraba     | Natalia Barańska                    | 2022 (3. sezon)        |
| Magdalena Popławska   | Karolina                            | 2022 (3. sezon)        |
| Karolina Kominek      | doktor Judyta                       | 2024 (4. sezon)        |
| Igor Kujawski         | Jerzy Janik                         | 2024 (4. sezon)        |
| Henryk Niebudek       | Henio                               | 2024 (4. sezon)        |
| Piotr Jankowski       | Rafacz                              | 2024 (4. sezon)        |
| Dorota Kwietniewska   | policjantka Sylwia Kozak            | 2024 (4. sezon)        |
| Julia Wyszyńska       | Helena                              | 2024 (4. sezon)        |
| Agnieszka Przepiórska | Kasia                               | 2024 (4. sezon)        |
| Mariusz Bonaszewski   | ordynator Jan Chełmoński            | 2024 (4. sezon)        |

### Gościnna
- Helena Zawistowska – jako Helenka Wolnicka, córka Piotra
- Maxim Topyła  – jako Janek Wolnicki, syn Piotra
- Artur Janusiak – jako dziekan
- Olga Rayska – jako Lidka Kołodziejczyk
- Lena Hamouda – jako Agnieszka Polkowska w dzieciństwie
- Stefan Wójcik  – jako Piotr Wolnicki w dzieciństwie
- Edyta Torhan – jako Kołodziejczykowa, matka Lidki
- Michał Bukowski – jako Kołodziejczyk, ojciec Lidki
- Wiesław Zanowicz – jako patolog Józek
- Katarzyna Majda – jako Jolanta Malicka, matka Agnieszki w młodości
- Andrzej Niemyt – jako Bogdan Malicki, ojciec Agnieszki w młodości
- Ewa Bonecka – jako reporterka
- Jacek Kopczyński – jako terapeuta
- Bartłomiej Błaszczyński – jako technik policyjny
- Michał Kurek – jako student
- Michał Czachor – jako Emil
- Marcin Janos Krawczyk – jako ojciec Piotra w młodości
- Dariusz Dłużewski – jako starszy zboru
- Barbara Jonak – jako matka Ewy
- Bartosz Adamczyk – jako zakonnik
- Maja Szopa – jako Martyna, koleżanka Lidki Kołodziejczyk
- Zuzanna Kąsinowska  – jako Zuzanna Malinowska
- Kamila Brodacka – jako Julka
- Julita Kożuszek – jako sekretarka na uczelni
- Sonia Roszczuk – jako żona Wojtka
- Dawid Ściupidro – jako policjant w Częstochowie
- Michał Wielewicki – jako policjant w Częstochowie
- Aldona Struzik – jako Malinowska, matka Zuzanny
- Marek Bogucki – jako Malinowski, ojciec Zuzanny
- Aleksandra Justa – jako prokurator Janicka
- Agnieszka Wosińska – jako wychowawczyni
- Cezary Kołacz – jako informatyk

## Spis serii
| Seria | Odcinki   | Premiera VOD | Premiera VOD        | Premiera VOD         | Premiera VOD                  | Premiera VOD | Pierwsza emisja telewizyjna (TVN) | Pierwsza emisja telewizyjna (TVN) | Pierwsza emisja telewizyjna (TVN) | Pierwsza emisja telewizyjna (TVN) | Pierwsza emisja telewizyjna (TVN) |
| Seria | Odcinki   | Sezon        | Premiera serii      | Finał serii          | Dzień tyg. dodawania odcinków | Platforma    | Sezon                             | Premiera serii                    | Finał serii                       | Pora emisji                       | Średnia oglądalność               |
| ----- | --------- | ------------ | ------------------- | -------------------- | ----------------------------- | ------------ | --------------------------------- | --------------------------------- | --------------------------------- | --------------------------------- | --------------------------------- |
| 1.    | 1–7 (7)   | wiosna 2020  | 30 kwietnia 2020    | 11 czerwca 2020      | czwartek                      | Player       | jesień 2020                       | 13 października 2020              | 24 listopada 2020                 | wtorek 21.30                      | 1,24 mln                          |
| 2.    | 8–14 (7)  | wiosna 2021  | 11 maja 2021        | 22 czerwca 2021      | wtorek                        | Player       | jesień 2021                       | 17 października 2021              | 28 listopada 2021                 | niedziela 21.35                   | 815 tys.                          |
| 3.    | 15–21 (7) | jesień 2022  | 2 września 2022     | 14 października 2022 | piątek                        | Player       | jesień 2023                       | 3 września 2023                   | 15 października 2023              | niedziela 21.35                   | 387 tys.                          |
| 4.    | 22–28 (7) | jesień 2024  | 4 października 2024 | 15 listopada 2024    | piątek                        | Max          | bd.                               |                                   |                                   |                                   |                                   |

## Produkcja i odbiór
Zdjęcia do pierwszego sezonu produkcji rozpoczęły się w październiku 2019 w Opolu, Warszawie i Gołkowie. Akcja serialu rozgrywa się w Opolu.
Premiera serialu odbyła się 30 kwietnia 2020 na platformie VOD Player. W czerwcu 2020 zapowiedziano drugi sezon produkcji, do którego zdjęcia rozpoczęły się w grudniu 2020.
Premierowy odcinek serialu na antenie telewizji TVN obejrzało średnio 1,24 mln widzów, natomiast średnia oglądalność pierwszych trzech odcinków wyniosła 1,21 mln widzów. Cały sezon w telewizji obejrzało średnio 1,24 mln widzów, co podniosło udziały stacji.
Produkcja została nominowana do nagrody Telekamery 2021 w kategorii „Serial”.
Pierwsze trzy odcinki drugiego sezonu serialu w telewizji zostały obejrzane przez średnio 805 tys. widzów. Cały drugi sezon na antenie telewizji TVN obejrzało średnio 815 tys. widzów.
Zdjęcia do trzeciego sezonu serialu rozpoczęły się w marcu 2022. Kręcono je m.in. w Srebrnej Górze. W 2023 roku poinformowano, że powstanie czwarty sezon produkcji, którego premiera odbyła się 4 października 2024 roku w serwisie Max. Stanowi on finał całego serialu.